# Film mondo
Mondo (italiană mondo însemnând „lume”) sau „Film-Mondo” se referă la un gen de film ale cărui filme într-un stil pseudo-documentar se spune că prezintă obiceiuri adevărate ale oamenilor din întreaga lume și reprezentări aparent autentice ale sexualității și violenței. În acest fel, filmele ar trebui să acuze, să alarmeze și să exprime o critică a civilizației. Filmele au fost produse în principal în anii 1960 și 1970 în Italia. Arhetipul genului este filmul Mondo cane (1962) de Gualtiero Jacopetti și Paolo Cavara.

## Caracteristici
Filmele Mondo sunt adesea presărate cu scene violente și brutale, cel mai adesea implicând tortură, viol, execuție, sacrificare sau cruzime împotriva animalelor. De obicei, ele amestecă scene autentice cu cele puse în scenă și exploatează prejudecățile despre viața civilizațiilor străine.
Localnicii filmați acționează conform obiceiului local, adică de preferință pe jumătate goi până la complet goi. Un exemplu în acest sens este filmul controversat al lui Jacopetti, Africa addio (1966), care prezintă atrocități comise de africani asupra animalelor și oamenilor și este juxtapus cu imagini din Africa de Sud în perioada apartheidului. Un alt exemplu este filmul său Addio, unchiul Tom! (Addio zio Tom, 1971), un pseudo-documentar despre sclavie în statele sudice.

## Filmografie

### Anii 1950
- 1958 Nuits d'Europe (Europa di notte), de Alessandro Blasetti
- 1959 Lumea noaptea (Il mondo di notte), de Luigi Vanzi

### Anii 1960
- 1961 Il mondo di notte numero 2, regia Gianni Proia
- 1961 America di notte, regia Giuseppe Maria Scotese
- 1962 Mondo cane, regia Gualtiero Jacopetti, Paolo Cavara și Franco Prosperi
- 1962 Orașe interzise (Le città proibite), regia Giuseppe Maria Scotese
- 1963 Femei din întreaga lume (La donna nel mondo), regia ranco Prosperi, Paolo Cavara, Gualtiero Jacopetti
- 1963 Mondo cane 2, regia di Franco Prosperi și Gualtiero Jacopetti
- 1966 Africa addio, regia Franco Prosperi și Gualtiero Jacopetti
- 1966 Mondo Topless, regia Russ Meyer

### Anii 1970
- 1971 Addio zio Tom, regia Gualtiero Jacopetti și Franco Prosperi